# Exocentrus kusamai
Exocentrus kusamai är en skalbaggsart som beskrevs av Tsuyuki 1999. Exocentrus kusamai ingår i släktet Exocentrus och familjen långhorningar.
Artens utbredningsområde är Taiwan. Inga underarter finns listade i Catalogue of Life.